# Clinchco
Clinchco est une municipalité américaine située dans le comté de Dickenson en Virginie. Selon le recensement de 2010, Clinchco compte 337 habitants.

## Géographie
Clinchco se trouve dans la vallée de la McClure River (en), au sein des Appalaches du sud-ouest de la Virginie.

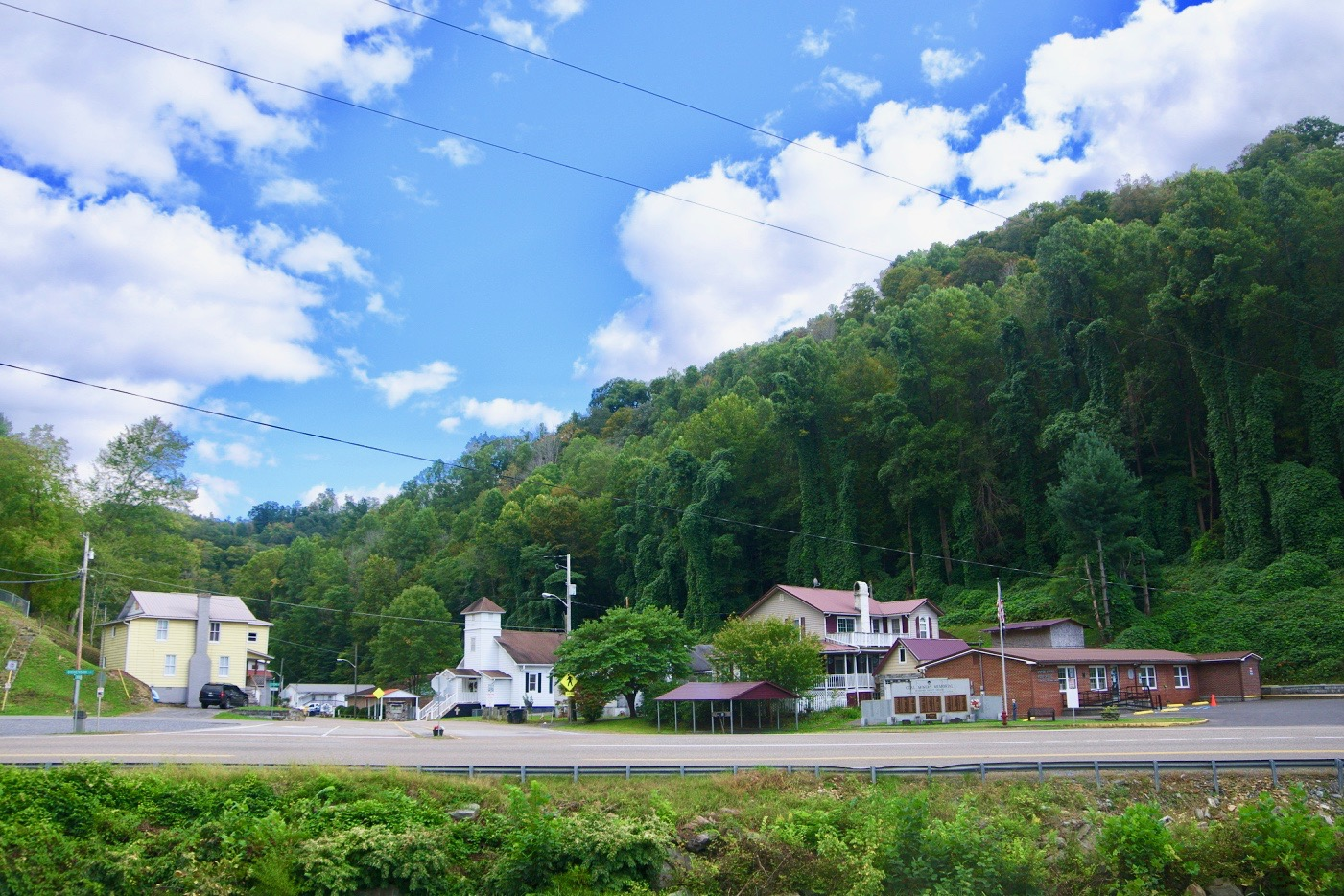
Clinchco

La municipalité s'étend sur 2,84 milles carrés (7,36 km2) dont 0,03 mille carré (0,08 km2) d'étendues d'eau.

## Histoire
La localité est fondée au XIXe siècle sous le nom de Moss. Cette cité minière est par la suite renommée en référence au Clinchfield Railroad ou à la Clinchfield Coal Co.
Clinchco devient une municipalité en 1990. Elle est la seule municipalité de Virginie créée après 1964.

## Démographie
Selon l'American Community Survey de 2018, la population de Clinchco est blanche à plus de 97 %. Le revenu médian par foyer y est de 14 545 dollars, largement inférieur à celui de la Virginie (71 564 dollars) ou des États-Unis (60 293 dollars). Clinchco connaît parallèlement un taux de pauvreté élevé, à 44,9 % contre 10,7 % dans l'État et 11,8 % dans le pays,.